# NGC 6713
NGC 6713 (również PGC 62487 lub UGC 11365) – galaktyka soczewkowata (S0), znajdująca się w gwiazdozbiorze Lutni. Odkrył ją Albert Marth 3 sierpnia 1864 roku.